# Piedritas (Jujuy)
Piedritas es una localidad argentina ubicada en el Departamento San Pedro de la Provincia de Jujuy. Presenta el aspecto de una isla rodeado de cañaverales, 12 km al sur de la ciudad de San Pedro de Jujuy, 1 km al oeste de la Ruta Provincial 1 y 5 km al este de Rosario de Río Grande, de la cual depende administrativamente.
Cuenta con un comedor comunitario, una plaza y un templo católico. La actividad económica gira alrededor de las plantaciones de caña de azúcar del Ingenio La Mendieta.